# Посуха 3900 року до н. е.

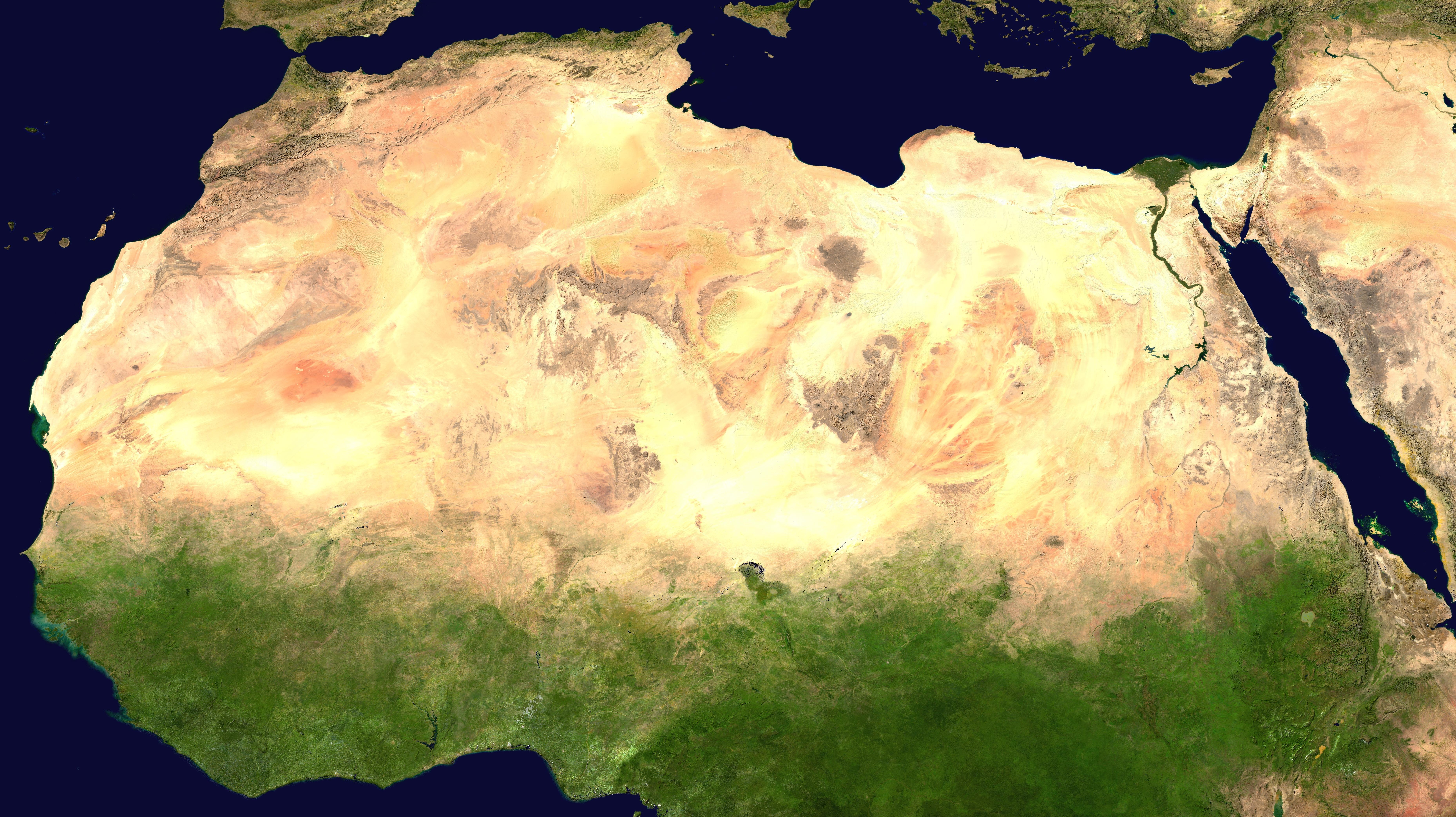
Супутниковий знімок Сахари. У нижній частині — Конголезькі джунглі.

Посуха 3900 років до н. е. являла собою найінтенсивніше спустошення епохи голоцену. Вона ознаменувала закінчення неолітичного субплювіалу і, ймовірно, стала початковою подією перетворення Сахари на сучасну пустелю. Посуха викликала всесвітню міграцію в долини річок, наприклад, з центральної Північної Африки в долину Нілу, що з часом призвело до виникнення перших комплексних, високоорганізованих цивілізацій в IV тис. до н. е.. Посуха пов'язується з останнім з циклів «сахарського насосу».

## Причини
Модель Клаузена і співавторів (Claussen et al., 1999) передбачає швидке спустелювання, пов'язане з атмосферною взаємодією рослинності відразу після різкого похолодання, події Бонда 4.Бонд і співавтори (Bond et al., 1997) встановили, що в Північній Атлантиці близько 5900 років тому мало місце охолодження, викликане уламками полярного льодовика. Ця подія, на їхню думку, входить до послідовність циклічних «подій Бонда» — квазіперіодичного циклу подій охолодження Атлантики, що відбуваються з частотою близько 1470 років ± 500 років. По ряду причин, слідом за кожною з попередніх посух, відповідних циклам Бонда (включаючи похолодання 6200 років до н. е.) відбувалося відновлення колишніх кліматичних умов, на що вказують численні періоди вологості в історії Сахари 10000 — 6000 років тому (див. неолітичний субплювіал).Проте за подією 3900 років до н. е. послідувало часткове відновлення, що супроводжувалося прискореним спустелювання в подальшому тисячолітті. Приміром, Кремаскі (Cremaschi, 1998) наводить свідчення швидкого спустелювання регіону Тадрарт-Акакус на південно-заході Лівії, що прийняв форму прискореної еолової ерозії, наступ пісків і руйнування навісів над колишніми скельними притулками людей. Також посуха 3900 до н. е. відзначається як холодна подія в донних відкладеннях озера Ерхан (КНР).

## Результат
На Близькому Сході посуха привела до різкого завершення Убейдського періоду.
Історично період близько 3900 р. до н. е. пов'язаний зі зростанням насильства, зазначеним як в Єгипті, так і на всьому Близькому Сході, що врешті-решт призвело до періоду ранніх царств як в Стародавньому Єгипті, так і в Шумері. На думку Джеймса Демея і Стіва Тейлора, даний період був пов'язаний з встановленням патріархального суспільного ладу, соціальним розшаруванням, появою регулярної армії, насильством над дітьми, розвитком людського індивідуалізму, відчуженням тілесної культури, виникненням антропоморфних божеств і концепцією лінійного історичного розвитку